# Trsat
Trsát je bil včasih samostojno naselje, danes pa je del Reke na Hrvaškem in ga predstavlja krajevni odbor. 
Osrednji točki Trsata sta grad Trsat in cerkev Trsatske Matere Božje, ki stoji na hribu 135 m nad morjem. Bazilika se v hrvaščini imenuje Crkva Gospe Trsatske (Cerkev Trsatske Gospe) in je znana romarska pot, tudi pri Istranih in Slovencih.

## Zgodovina in legenda
Na vrhu Trsatskega hriba je stala trdnjava Japodov, ki so jo v 5. stoletju pr. n. št. osvojili Kelti. Ime Tarsatica je keltskega izvora, tar - pečina, pečina. Trdnjava je bila opuščena v rimskih časih, ko je na desnem bregu Rečine nastalo istoimensko naselje. Po propadu Zahodnega rimskega cesarstva so se prebivalci antičnega mesta ob morju zatekli v Istro oziroma v staro trrdnjavo na Trsatu, od tod toponim Tarsatica s spremembami, Tersatica, Tersato, Tersat, Trsat ostaja povezan z naseljem na hribu. Tersato se omenja leta 799, ko je bil tam med spopadom s Slovani ubit furlanski mejni grof Erik.
Pozneje se v Vinodolskem zakoniku omenja kot posest fevdalcev rodbine Frankopanov, v katere lasti je bil Trsat več stoletij, do leta 1528.
Nastanek romarske poti na Trsatu je povezan z naslednjo legendo: 10. maja 1291 so angeli odnesli hišo device Marije iz Nazareta in jo prinesli na Trsatski hrib. Hiša je ostala v Trsatu do 10. decembra 1294, ko so jo angeli spet dvignili in odnesli v italijanski Loreto, kjer je še zdaj (zvijačni Italijani so nad hišico brž postavili cerkev, tako da je angeli ne bi mogli odnesti še kam drugam). 
Zemljiški gospod Nikolaj Frankopan naj bi osebno preveril dogajanje na Trsatu, poleg tega pa je poslal tudi odposlance v Palestino. Odposlanci so mu sporočili, da je Marijina hiša v Nazaretu izginila, razen temeljev (nad temelji stoji sedaj bazilika Marijinega oznanjenja v Nazaretu). Preprosti ljudje so v tem videli potrditev čudeža, skeptiki pa so postavili domnevo, da so dele Marijine hiše iz Palestine odnesli križarji.
Po tem, ko je hišica izginila s Trsata, je dala rodbina Frankopanov na tem mestu zgraditi kapelo, pozneje pa še cerkev in frančiškanski samostan. Cerkev so v naslednjih stoletjih še večkrat prenovili in razširili - svoj današnji videz je dobila leta 1824. Največja znamenitost cerkve je slika imenovana »Mati milosti« ali tudi kar »Trsatska gospa«. Sliko je podaril cerkvi  papež Urban V. leta 1367. Po izročilu naj bi sliko naslikal evangelist Luka osebno. Naslikana je na cedrovo desko in razdeljena na tri polja. Od leta 1715 je slika tudi okronana.

## Znamenitosti
- grad Trsat
- cerkev Trsatske Matere Božje
- stopnice Petra Kružića